# Благодатное (Лозовский район)
Благода́тное (укр. Благодатне), село, 
Тихопольский сельский совет,
Лозовский район,
Харьковская область.
Код КОАТУУ — 6323987003. Население по переписи 2001 года составляет 36 (14/22 м/ж) человек.

## Географическое положение
Село Благодатное находится на правом берегу реки Бритай,
выше по течению на расстоянии в 1 км расположено село Богомоловка,
ниже по течению примыкает село Тихополье,
на противоположном берегу — село Надеждовка.
Русло реки используется под Канал Днепр — Донбасс.
Рядом проходит автомобильная дорога Т-2109.

## История
- 1824 — дата основания как села Яновичевка.
- 1931 — переименовано в село Благодатное.